# Whoami
A whoami parancs megtalálható úgy a Unix operációs rendszerekben, mint a  Windows Vistában és Windows Server 2008-ban is. A parancs neve a „Who am I?” szavak összefűzéséből ered, mely kiírja a felhasználó nevét userid (username). Az eredménye ugyanaz, mint a id -un parancs használata esetén.